# شنا در المپیک تابستانی ۱۹۳۶
شنا یکی از ورزش‌های بازی‌های المپیک تابستانی ۱۹۳۶ بوده که از ۸ تا ۱۵ آگوست ۱۹۳۶ در دو بخش مردان و زنان برگزار شده است.
در مجموع ۲۴۸ شناگر از ۲۹ کشور جهان در این مسابقات شرکت کرده‌اند.

## جدول مدال‌ها
| رتبه           | کشور                      | طلا | نقره | برنز | مجموع |
| -------------- | ------------------------- | --- | ---- | ---- | ----- |
| ۱              | ژاپن (JPN)                | ۴   | ۲    | ۵    | ۱۱    |
| ۲              | هلند (NED)                | ۴   | ۱    | ۰    | ۵     |
| ۳              | ایالات متحده آمریکا (USA) | ۲   | ۳    | ۳    | ۸     |
| ۴              | مجارستان (HUN)            | ۱   | ۰    | ۱    | ۲     |
| ۵              | آلمان (GER)               | ۰   | ۳    | ۱    | ۴     |
| ۶              | دانمارک (DEN)             | ۰   | ۱    | ۱    | ۲     |
| ۷              | آرژانتین (ARG)            | ۰   | ۱    | ۰    | ۱     |
| مجموع (۷ کشور) | مجموع (۷ کشور)            | ۱۱  | ۱۱   | ۱۱   | ۳۳    |

## نتایج

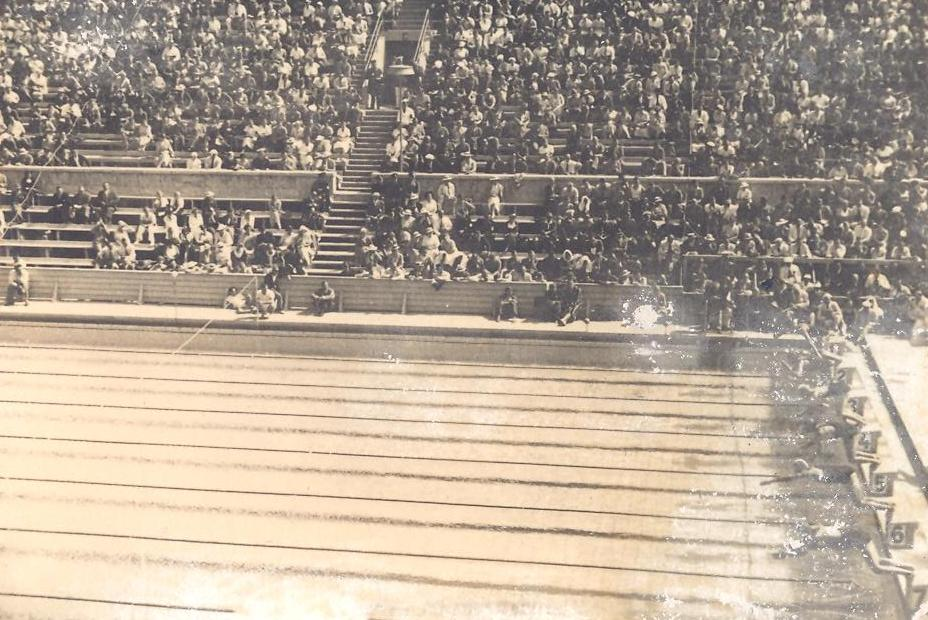
Swimming at the 1936 Summer Olympics in Berlin

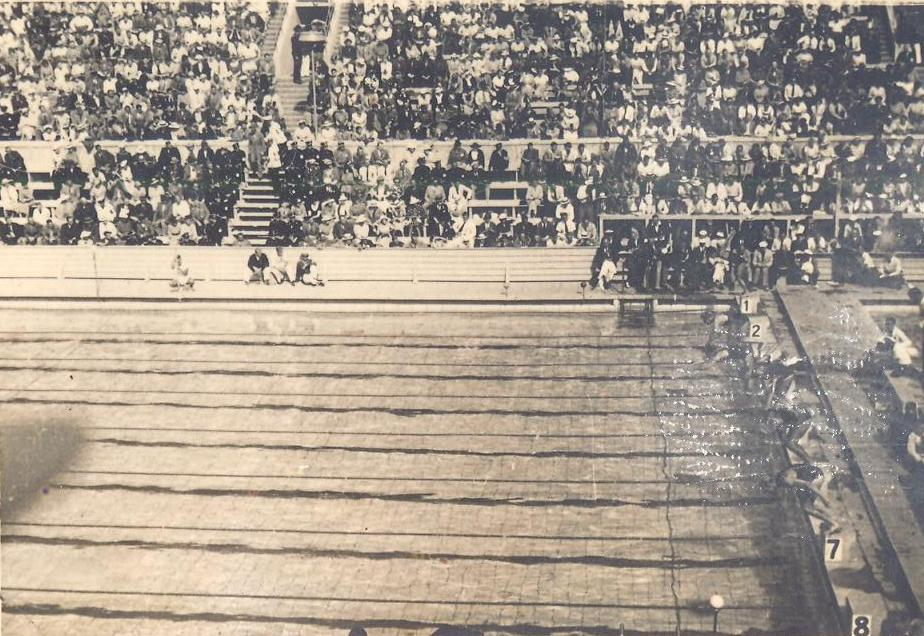
Swimming at the 1936 Summer Olympics in Berlin

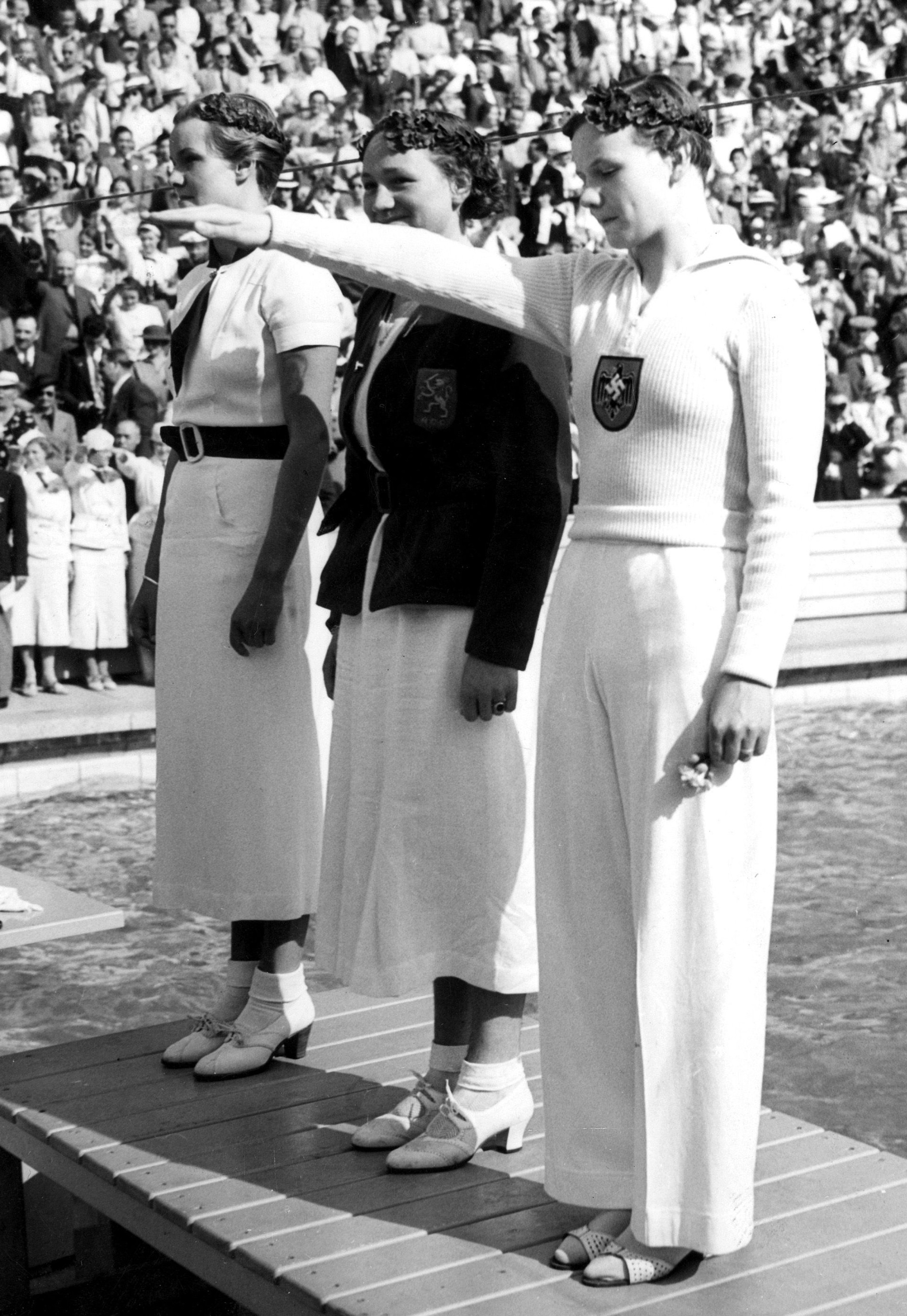
The podium of 100 m freestyle at the 1936 Olympic Games

### مردان
| بازی‌ها            | طلا                                                                       | نقره                                                                         | برنز                                                                   |
| ۱۰۰ متر آزاد      | فرنس چیک · مجارستان                                                       | ماسانوری یوسا · ژاپن                                                         | شیگئو آرای · ژاپن                                                      |
| ۴۰۰ متر آزاد      | جک مدیکا · ایالات متحده آمریکا                                            | شونپی اوتو · ژاپن                                                            | شوزو ماکینو · ژاپن                                                     |
| ۱۵۰۰ متر آزاد     | نوبورو ترادا · ژاپن                                                       | جک مدیکا · ایالات متحده آمریکا                                               | شونپی اوتو · ژاپن                                                      |
| ۱۰۰ متر کرال پشت  | آدولف کیفر · ایالات متحده آمریکا                                          | آل فنده ویه · ایالات متحده آمریکا                                            | ماساجی کیوکاوا · ژاپن                                                  |
| ۲۰۰ متر قورباغه   | تتسو هامورو · ژاپن                                                        | اروین زیتاس · آلمان                                                          | ریزو کویکه · ژاپن                                                      |
| ۴×۲۰۰ آزاد امدادی | ژاپن (JPN) · شیگئو آرای · شیگئو سوگیورا · ماساهارو تاگوچی · ماسانوری یوسا | ایالات متحده آمریکا (USA) · رالف فلاناگان · جان ماکیونیس · جک مدیکا · پل ولف | مجارستان (HUN) · اسکار آبایی-نمش · فرنس چیک · اودون گروف · آرپاد لندیل |

### زنان
| بازی‌ها            | طلا                                                                | نقره                                                                 | برنز                                                                            |
| ۱۰۰ متر آزاد      | ری ماستنبروک · هلند                                                | ژانت کمبل · آرژانتین                                                 | گیزلا آرنت · آلمان                                                              |
| ۴۰۰ متر آزاد      | ری ماستنبروک · هلند                                                | رانهیل وایا · دانمارک                                                | لنور کایت · ایالات متحده آمریکا                                                 |
| ۱۰۰ متر کرال پشت  | نیدا سنف · هلند                                                    | ری ماستنبروک · هلند                                                  | آلیس بریجز · ایالات متحده آمریکا                                                |
| ۲۰۰ متر قورباغه   | هیدکو مائهاتا · ژاپن                                               | مارتا گنگر · آلمان                                                   | اینگه سورنسن · دانمارک                                                          |
| ۴×۱۰۰ آزاد امدادی | هلند (NED) · ری ماستنبروک · ویلی دن آودن · یوپی سلباخ · تینی واخنر | آلمان (GER) · گیزلا آرنت · روت هالبسگوت · لنی لومار · انگبورگ اشمیتس | ایالات متحده آمریکا (USA) · ماویس فریمن · برنیس لپ · اولیو مک‌کین · کاترین راولز |